# Concerto pour orchestre de Lutosławski
Pour les articles homonymes, voir Concerto pour orchestre.
Le Concerto pour orchestre du compositeur polonais Witold Lutosławski est écrit dans les années 1950-54, à l'initiative du directeur artistique de l'Orchestre philharmonique de Varsovie, Witold Rowicki, à qui il est dédicacé. Le Concerto comporte trois mouvements, dure environ 30 minutes et constitue le point d'orgue du style folklorique des œuvres de Lutosławski. Ce style est inspiré par la musique de la région de Kurpie en Pologne. Ayant auparavant écrit une série de petites pièces folkloriques pour divers instruments et leurs combinaisons (piano, clarinette avec piano, ensemble de musique de chambre, orchestre, voix avec orchestre), Lutosławski décide d'utiliser son expérience de stylisation du folklore polonais dans une œuvre plus importante. Le Concerto pour orchestre se distingue de ces œuvres antérieures, non seulement par sa durée, mais aussi parce qu'il ne retient du folklore que les thèmes mélodiques. Le compositeur les fond dans une réalité différente, ajoute des contrepoints atoniques, et les transforme en formes néo-baroques.
Les trois mouvements sont les suivants :
1. Intrada — une sorte d'ouverture étendue
2. Capriccio notturno e Arioso —
3. Passacaglia, Toccata a Corale —

La seconde apparition du Corale produit un final solennel pour cette construction monumentale ; son matériau est issu d'une collection du XIXe siècle rassemblée par un ethnologue polonais, Oskar Kolberg.
L'œuvre a été créée à Varsovie le 26 novembre 1954 ; elle a contribué à la reconnaissance de Lutosławski à l'Ouest. Cependant Lutosławski a ensuite adopté, dans les années 1960, un style marqué par le dodécaphonisme et s'est détaché lui-même de ce Concerto.